# ユホ・クオスマネン
ユホ・クオスマネン（Juho Kuosmanen、1979年9月30日 - ）はフィンランドの映画監督・脚本家・舞台俳優。

## フィルモグラフィー
- オリ・マキの人生で最も幸せな日 Hymyilevä mies (2016) 監督・脚本
- コンパートメントNo.6 Hytti nro 6 (2021) 監督・脚本